# Tonči Stipanović
Tonči Stipanović (Split, 13. lipnja 1986.), hrvatski jedriličar, europski i mediteranski prvak, olimpijski i svjetski doprvak. Član JK Mornar.
Europski je prvak u klasi laser 2010. u Talinnu, 2011. u Helsinkiju, 2013. u Dublin Bayu i 2014. u Splitu. 
Svjetski doprvak u klasi laser 2012. iz Boltenhagena.
Na Mediteranskim igrama 2009. u Pescari osvojio je srebro, a 2013. u Mersinu osvojio je zlato, obje u klasi „laser”.
Na Olimpijskim igrama u Rio de Janeiru je u klasi laser osvojio srebrno odličje, premda je vodio do zadnjega plova.
Dobitnik je Državne nagrade za šport „Franjo Bučar” u kategoriji pojedinaca (2012.).
Nositelj je Reda Danice hrvatske s likom Franje Bučara (2016.).
Jedriličarski mrežni portal sailingscuttlebutt.com uvrstio ga je među 10 najboljih jedriličara u klasi laser (ILCA 7) svih vremena.